# Осор (Хорватия)
Осор (хорв. Osor) — деревня и небольшой порт на хорватском острове Црес, в Приморско-Горанской жупании. Согласно административному делению входит в состав города Мали-Лошинь. По состоянию на 2021 год, население составляло 26 человек.

## Население
| 2011 | 2011 | 2021 | 31 августа 2021 |
| ---- | ---- | ---- | --------------- |
| 60   | ↗73  | ↘28  | ↘26             |

## История
В период Раннего Средневековья Осор находился под правлением Византийской империи, согласно административному делению находился в составе тогдашней византийской фемы Далмации. В заседании Седьмого Вселенского Собора (787 г.) участвовал епископ Лаврентий Осорский (Лаврентий из Осора).